# Mads R. Hartling
Mads Rasmussen Hartling (18. oktober 1885 i Vildsted ved Løgstør – 12. september 1960 i København) var en dansk politiker og minister.
Gårdmandssøn fra Vilsted nær Løgstør. Far til den senere statsminister Poul Hartling.
Mads Hartling tog lærereksamen fra Ranum Statsseminarium i 1906, og han var lærer på Østrigsgades Skole fra 1909 til 1944 og var dernæst i perioden 1944–1960 skoleinspektør på Skolen ved Sundet. I 1913 blev han gift med en lærerinde på Østrigsgades Skole, Mathilde Helene Nielsen, der var på skolen fra 1907 til sin pludselige død i 1938.
Tidligt aktiv i VU, bl.a. som sekretær for landsorganisationen 1915-1917. Undervisningsminister i Regeringen Knud Kristensen 1945-1947.
Han blev Kommandør af Dannebrogordenen 1949.
Begravet på Vestre Kirkegård.